# Parc Nacional del Canyó Negre del Gunnison

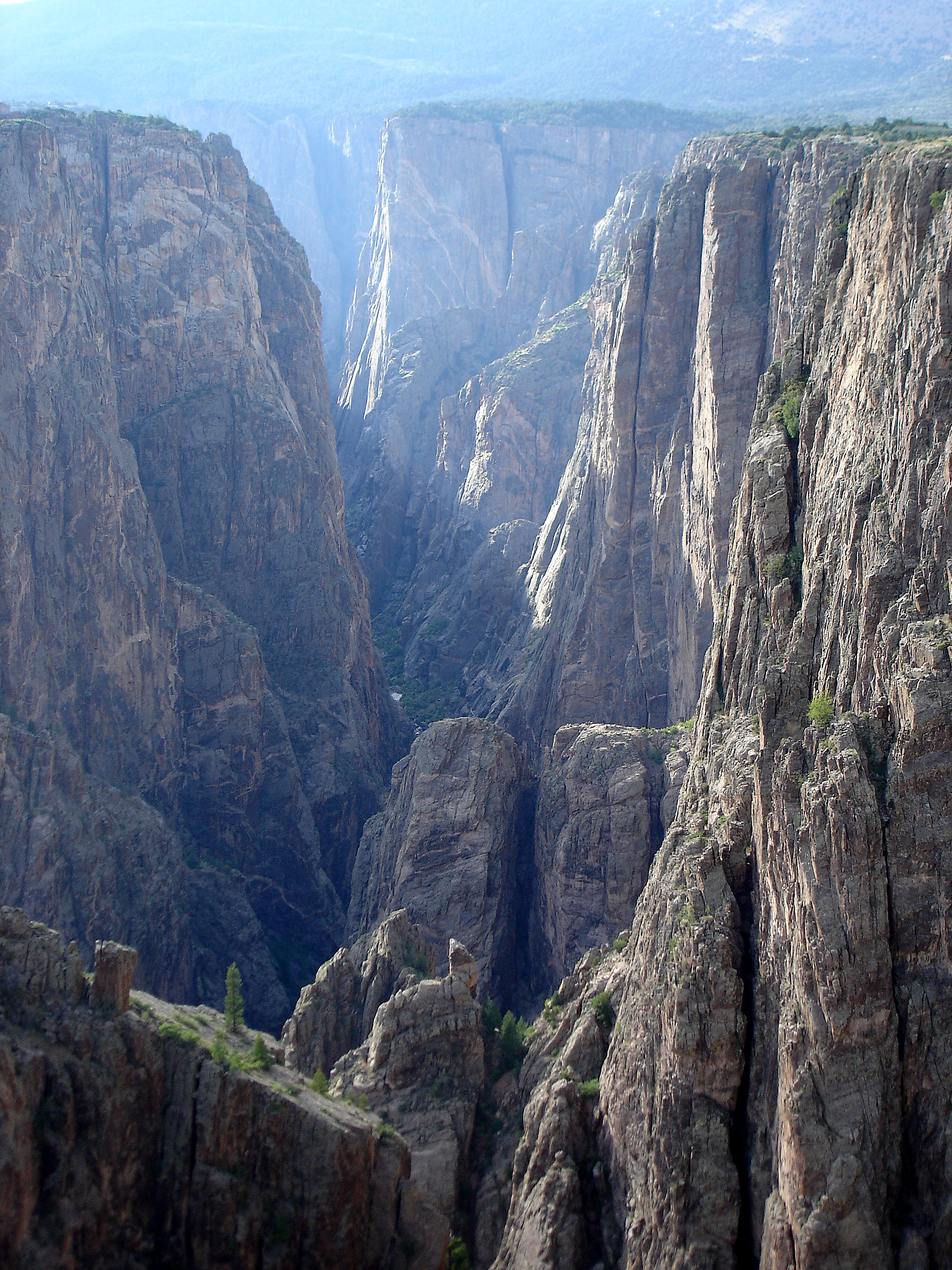
Canyó Negre del Gunnison

El Parc Nacional del Canyó Negre del Gunnison (Black Canyon of the Gunnison National Park) és un parc nacional dels Estats Units localitzat a l'estat de Colorado. Consta d'un estret i profund congost que pertany al riu Gunnison. Va ser establert originalment com un monument nacional el 1933, però es va convertir en un parc nacional el 1999. Ocupa una àrea de 83 quilòmetres quadrats. El canyó pren el seu nom a partir de les seves parets tacades i plenes de liquen, les quals accentuen la foscor de l'abisme.
El Canyó Negre del Gunnison conté una gran varietat de flora i fauna. Algunes plantes comuns que són natives són el trèmol, el pi Ponderosa, el sagebrush (Artemisia tridentata), la caoba del desert (Cercocarpus ledifolius), el ginebre de Utah, el roure de Gambel (Quercus gambelii) i el freixe unifoliat (Fraxinus anomala). La fauna al parc inclou el coiot, el uapití, garses, àguiles, i el cérvol mul. A més, el canyó és la llar d'un nombre d'aus residents com el duc americà, la merla d'aigua americana, i gaig de Steller (Cyanocitta stellerii) i els aus migratòries com el siàlid muntanyenc, el falcó pelegrí, el falciot de coll blanc i el cargolet de canyó (Catherpes mexicanus).